# Torneio Classificatório para o Campeonato Europeu de Voleibol Masculino de 2011
| sedes do campeonato classificação através do Campeonato Europeu de Voleibol Masculino de 2009 classificação através do torneio classificatório não classificados |

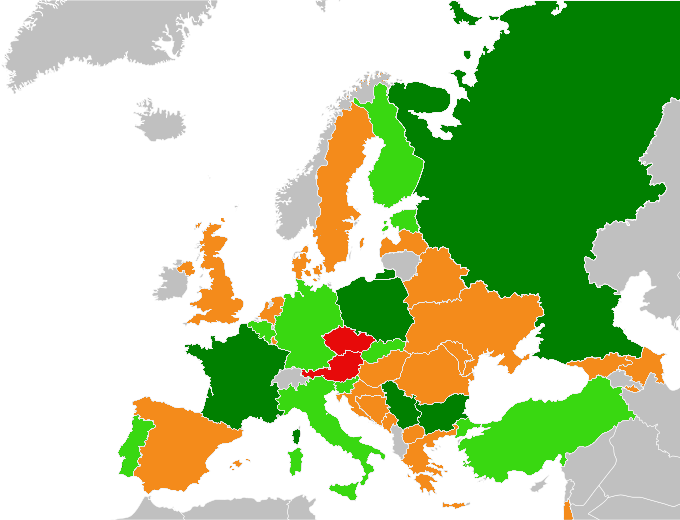
Países que almejavam disputar para o Campeonato Europeu de Voleibol Masculino de 2011

O Torneio Classificatório para o Campeonato Europeu de Voleibol Masculino de 2011 foi disputado desde 17 de junho de 2010 até 12 de setembro do mesmo ano. O torneio classificou nove equipes nacionais para a disputa do Campeonato Europeu de Voleibol Masculino de 2011, que foi realizado na Áustria e na República Tcheca entre os dias 10 e 18 de setembro de 2011.

## Formato de disputa

### Primeira fase
Foi realizado em 28 de outubro de 2009 em Luxemburgo o sorteio dos grupos do Torneio Classificatório para o Campeonato Europeu de Voleibol Masculino de 2011. Na ocasião, foram sorteadas as seleções que disputariam, antes da fase de grupos, uma fase eliminatória na qual os vencedores se qualificariam para a fase de grupos. Trata-se de partidas de ida e volta nos dias 8 ou 9 de maio de 2010 (ida) e 15 ou 16 de maio de 2010 (volta) na qual a equipe com melhor desempenho se classificaria. Os duelos sorteados foram:
1. Geórgia vs.   Bósnia e Herzegovina
2. Dinamarca vs.   Croácia
3. Moldávia vs.   Romênia
4. Luxemburgo vs.   Hungria
5. Azerbaijão vs.   Grã-Bretanha

### Segunda fase
Dezenove seleções foram distribuídas, através do mesmo sorteio em 28 de outubro de 2009, em cinco grupos com três times cada e um grupo com quatro times. Os grupos com três times ainda seriam complementados com as equipes classificadas da primeira fase; ou seja, todos os seis grupos ficariam com quatro times cada. As equipes jogaram contra as demais do seus respectivos grupos em turnos de ida e volta, sendo a ida realizada em um dos países pertencentes ao grupo entre os dias 21 e 23 de maio de 2010 e a volta em outro país pertencente ao grupo entre os dias 28 e 30 de maio de 2010. Os países-sedes foram definidos no mesmo sorteio que decidiu a composição dos grupos. Os campeões de cada grupo foram classificados para o Campeonato Europeu de Voleibol Masculino de 2011.
| Grupo A                                              | Grupo B                                                   | Grupo C                                                          | Grupo D                                                | Grupo E                                               | Grupo F                                                |
| ---------------------------------------------------- | --------------------------------------------------------- | ---------------------------------------------------------------- | ------------------------------------------------------ | ----------------------------------------------------- | ------------------------------------------------------ |
| Espanha · Eslovênia · Israel Luxemburgo ou · Hungria | Finlândia · Grécia · Letônia Azerbaijão ou · Grã-Bretanha | Bélgica · Eslováquia · Ucrânia Geórgia ou · Bósnia e Herzegovina | Alemanha · Estônia · Montenegro Dinamarca ou · Croácia | Itália · Bielorrússia · Turquia Moldávia ou · Romênia | Macedônia do Norte · Países Baixos · Portugal · Suécia |

### Terceira fase
Os vice-líderes de cada grupo da segunda fase disputaram uma terceira fase, que funcionou como uma repescagem. Ela ocorreu nos mesmos moldes da primeira fase e os vencedores foram classificados para o Campeonato Europeu de Voleibol Masculino de 2011. As partidas de ida ocorreram entre 3 e 5 de setembro de 2010 e as de volta, entre 10 e 12 de setembro do mesmo ano.
- 2º do grupo A vs. 2º do grupo C
- 2º do grupo E vs. 2º do grupo B
- 2º do grupo D vs. 2º do grupo F

## Resultados

### Primeira fase
| Equipe 1   | Série | Equipe 2             | ida | volta |
| ---------- | ----- | -------------------- | --- | ----- |
| Geórgia    | 0–2   | Bósnia e Herzegovina | 0–3 | 0–3   |
| Dinamarca  | 0–2   | Croácia              | 0–3 | 0–3   |
| Moldávia   | 1–1   | Romênia              | 3–2 | 0–3   |
| Luxemburgo | 0–2   | Hungria              | 0–3 | 0–3   |
| Azerbaijão | 1–1   | Grã-Bretanha         | 3–0 | 0–3   |

Jogos de ida
| Data  |            | Placar |                      | 1º Set | 2º Set | 3º Set | 4º Set | 5º Set | Total  |
| ----- | ---------- | ------ | -------------------- | ------ | ------ | ------ | ------ | ------ | ------ |
| 8 mai | Dinamarca  | 0–3    | Croácia              | 23–25  | 18–25  | 32–34  |        |        | 73–84  |
| 8 mai | Azerbaijão | 3–0    | Grã-Bretanha         | 25–21  | 25–18  | 25–22  |        |        | 75–61  |
| 9 mai | Geórgia    | 0–3    | Bósnia e Herzegovina | 16–25  | 17–25  | 15–25  |        |        | 48–75  |
| 9 mai | Moldávia   | 3–2    | Romênia              | 25–19  | 25–19  | 15–25  | 19–25  | 15–13  | 99–101 |
| 9 mai | Luxemburgo | 0–3    | Hungria              | 19–25  | 22–25  | 17–25  |        |        | 58–75  |

Jogos de volta
| Data   |                      | Placar |            | 1º Set | 2º Set | 3º Set | 4º Set | 5º Set | Total |
| ------ | -------------------- | ------ | ---------- | ------ | ------ | ------ | ------ | ------ | ----- |
| 15 mai | Croácia              | 3–0    | Dinamarca  | 25–19  | 25–21  | 25–19  |        |        | 75–59 |
| 15 mai | Romênia              | 3–0    | Moldávia   | 25–15  | 25–21  | 25–19  |        |        | 75–55 |
| 15 mai | Grã-Bretanha         | 3–0    | Azerbaijão | 25–18  | 25–12  | 25–18  |        |        | 75–48 |
| 16 mai | Bósnia e Herzegovina | 3–0    | Geórgia    | 25–20  | 25–11  | 25–15  |        |        | 75–46 |
| 16 mai | Hungria              | 3–0    | Luxemburgo | 28–26  | 25–15  | 25–18  |        |        | 78–59 |

- Equipes qualificadas para a segunda fase:   Bósnia e Herzegovina,   Croácia,   Romênia,   Hungria e   Grã-Bretanha.

### Segunda fase

#### Grupo A
|     |           |     | Jogos | Jogos | Jogos | Sets | Sets | Sets  | Pontos | Pontos | Pontos |
| Pos | Equipe    | Pts | T     | V     | D     | V    | P    | R     | V      | P      | R      |
| --- | --------- | --- | ----- | ----- | ----- | ---- | ---- | ----- | ------ | ------ | ------ |
| 1   | Eslovênia | 12  | 6     | 6     | 0     | 18   | 4    | 4.500 | 540    | 422    | 1.280  |
| 2   | Espanha   | 10  | 6     | 4     | 2     | 14   | 9    | 1.556 | 518    | 519    | 0.998  |
| 3   | Hungria   | 7   | 6     | 1     | 5     | 7    | 16   | 0.438 | 476    | 554    | 0.859  |
| 4   | Israel    | 7   | 6     | 1     | 5     | 5    | 15   | 0.333 | 443    | 482    | 0.919  |

Ida -  Maribor
| Data   |           | Placar |           | 1º Set | 2º Set | 3º Set | 4º Set | 5º Set | Total   |
| ------ | --------- | ------ | --------- | ------ | ------ | ------ | ------ | ------ | ------- |
| 21 mai | Israel    | 0–3    | Espanha   | 22–25  | 20–25  | 24–26  |        |        | 66–76   |
| 21 mai | Eslovênia | 3–0    | Hungria   | 25–9   | 25–19  | 25–16  |        |        | 75–44   |
| 22 mai | Espanha   | 3–1    | Hungria   | 21–25  | 25–22  | 25–18  | 25–21  |        | 96–86   |
| 22 mai | Israel    | 0–3    | Eslovênia | 21–25  | 15–25  | 19–25  |        |        | 55–75   |
| 23 mai | Eslovênia | 3–1    | Espanha   | 25–17  | 26–28  | 25–15  | 25–15  |        | 101–75  |
| 23 mai | Hungria   | 3–1    | Israel    | 20–25  | 35–33  | 27–25  | 25–21  |        | 107–104 |

Volta -  Tel Aviv
| Data   |           | Placar |           | 1º Set | 2º Set | 3º Set | 4º Set | 5º Set | Total   |
| ------ | --------- | ------ | --------- | ------ | ------ | ------ | ------ | ------ | ------- |
| 28 mai | Israel    | 1–3    | Espanha   | 22–25  | 25–15  | 23–25  | 14–25  |        | 84–90   |
| 28 mai | Hungria   | 2–3    | Eslovênia | 21–25  | 29–27  | 18–25  | 25–19  | 8–15   | 101–104 |
| 29 mai | Israel    | 3–0    | Hungria   | 25–17  | 25–21  | 25–17  |        |        | 75–55   |
| 29 mai | Espanha   | 1–3    | Eslovênia | 27–25  | 14–25  | 26–28  | 21–25  |        | 88–103  |
| 30 mai | Espanha   | 3–1    | Hungria   | 25–18  | 18–25  | 25–19  | 25–17  |        | 93–79   |
| 30 mai | Eslovênia | 3–0    | Israel    | 25–20  | 25–17  | 25–22  |        |        | 75–50   |

#### Grupo B
|     |              |     | Jogos | Jogos | Jogos | Sets | Sets | Sets  | Pontos | Pontos | Pontos |
| Pos | Equipe       | Pts | T     | V     | D     | V    | P    | R     | V      | P      | R      |
| --- | ------------ | --- | ----- | ----- | ----- | ---- | ---- | ----- | ------ | ------ | ------ |
| 1   | Finlândia    | 11  | 6     | 5     | 1     | 16   | 6    | 2.667 | 504    | 458    | 1.100  |
| 2   | Grécia       | 10  | 6     | 4     | 2     | 14   | 9    | 1.556 | 527    | 488    | 1.080  |
| 3   | Letônia      | 9   | 6     | 3     | 3     | 12   | 13   | 0.923 | 553    | 564    | 0.980  |
| 4   | Grã-Bretanha | 6   | 6     | 0     | 6     | 4    | 18   | 0.222 | 469    | 543    | 0.864  |

Ida -  Riga
| Data   |              | Placar |              | 1º Set | 2º Set | 3º Set | 4º Set | 5º Set | Total   |
| ------ | ------------ | ------ | ------------ | ------ | ------ | ------ | ------ | ------ | ------- |
| 21 mai | Grécia       | 0–3    | Finlândia    | 19–25  | 20–25  | 18–25  |        |        | 55–75   |
| 21 mai | Letônia      | 3–1    | Grã-Bretanha | 25–23  | 25–23  | 24–26  | 25–16  |        | 99–88   |
| 22 mai | Grécia       | 2–3    | Letônia      | 23–25  | 25–21  | 25–22  | 20–25  | 13–15  | 106–108 |
| 22 mai | Finlândia    | 3–0    | Grã-Bretanha | 25–19  | 25–22  | 25–19  |        |        | 75–60   |
| 23 mai | Letônia      | 1–3    | Finlândia    | 23–25  | 26–24  | 25–27  | 15–25  |        | 89–101  |
| 23 mai | Grã-Bretanha | 0–3    | Grécia       | 30–32  | 21–25  | 19–25  |        |        | 70–82   |

Volta -  Heraclião
| Data   |              | Placar |              | 1º Set | 2º Set | 3º Set | 4º Set | 5º Set | Total  |
| ------ | ------------ | ------ | ------------ | ------ | ------ | ------ | ------ | ------ | ------ |
| 28 mai | Grã-Bretanha | 0–3    | Finlândia    | 22–25  | 22–25  | 17–25  |        |        | 52–75  |
| 28 mai | Grécia       | 3–0    | Letônia      | 25–13  | 29–27  | 25–17  |        |        | 79–57  |
| 29 mai | Letônia      | 2–3    | Finlândia    | 25–27  | 25–14  | 25–12  | 14–25  | 11–15  | 100–93 |
| 29 mai | Grécia       | 3–2    | Grã-Bretanha | 23–25  | 25–13  | 22–25  | 25–15  | 17–15  | 112–93 |
| 30 mai | Letônia      | 3–1    | Grã-Bretanha | 25–23  | 25–23  | 22–25  | 28–26  |        | 100–97 |
| 30 mai | Finlândia    | 1–3    | Grécia       | 25–16  | 17–25  | 23–25  | 20–25  |        | 85–91  |

#### Grupo C
|     |                      |     | Jogos | Jogos | Jogos | Sets | Sets | Sets  | Pontos | Pontos | Pontos |
| Pos | Equipe               | Pts | T     | V     | D     | V    | P    | R     | V      | P      | R      |
| --- | -------------------- | --- | ----- | ----- | ----- | ---- | ---- | ----- | ------ | ------ | ------ |
| 1   | Eslováquia           | 11  | 6     | 5     | 1     | 16   | 5    | 3.200 | 510    | 419    | 1.217  |
| 2   | Bélgica              | 10  | 6     | 4     | 2     | 14   | 9    | 1.556 | 552    | 523    | 1.055  |
| 3   | Ucrânia              | 9   | 6     | 3     | 3     | 11   | 11   | 1.000 | 506    | 520    | 0.973  |
| 4   | Bósnia e Herzegovina | 6   | 6     | 0     | 6     | 2    | 18   | 0.111 | 384    | 490    | 0.784  |

Ida -  Poprad
| Data   |                      | Placar |                      | 1º Set | 2º Set | 3º Set | 4º Set | 5º Set | Total   |
| ------ | -------------------- | ------ | -------------------- | ------ | ------ | ------ | ------ | ------ | ------- |
| 21 mai | Bósnia e Herzegovina | 1–3    | Ucrânia              | 17–25  | 25–18  | 23–25  | 19–25  |        | 84–93   |
| 21 mai | Eslováquia           | 1–3    | Bélgica              | 24–26  | 25–22  | 21–25  | 23–25  |        | 93–98   |
| 22 mai | Bélgica              | 1–3    | Ucrânia              | 28–30  | 25–18  | 19–25  | 28–30  |        | 100–103 |
| 22 mai | Eslováquia           | 3–0    | Bósnia e Herzegovina | 25–14  | 25–9   | 25–21  |        |        | 75–44   |
| 23 mai | Bósnia e Herzegovina | 1–3    | Bélgica              | 22–25  | 25–18  | 15–25  | 25–27  |        | 87–95   |
| 23 mai | Ucrânia              | 1–3    | Eslováquia           | 24–26  | 18–25  | 25–22  | 16–25  |        | 83–98   |

Volta -  Merksem
| Data   |                      | Placar |                      | 1º Set | 2º Set | 3º Set | 4º Set | 5º Set | Total |
| ------ | -------------------- | ------ | -------------------- | ------ | ------ | ------ | ------ | ------ | ----- |
| 28 mai | Bósnia e Herzegovina | 0–3    | Eslováquia           | 19–25  | 12–25  | 19–25  |        |        | 50–75 |
| 28 mai | Bélgica              | 3–1    | Ucrânia              | 26–24  | 25–20  | 23–25  | 25–22  |        | 99–91 |
| 29 mai | Bélgica              | 3–0    | Bósnia e Herzegovina | 25–12  | 26–24  | 25–19  |        |        | 76–55 |
| 29 mai | Ucrânia              | 0–3    | Eslováquia           | 16–25  | 23–25  | 21–25  |        |        | 60–75 |
| 30 mai | Eslováquia           | 3–1    | Bélgica              | 25–20  | 25–19  | 19–25  | 25–20  |        | 94–84 |
| 30 mai | Ucrânia              | 3–0    | Bósnia e Herzegovina | 25–22  | 25–18  | 26–24  |        |        | 76–64 |

#### Grupo D
|     |            |     | Jogos | Jogos | Jogos | Sets | Sets | Sets   | Pontos | Pontos | Pontos |
| Pos | Equipe     | Pts | T     | V     | D     | V    | P    | R      | V      | P      | R      |
| --- | ---------- | --- | ----- | ----- | ----- | ---- | ---- | ------ | ------ | ------ | ------ |
| 1   | Alemanha   | 12  | 6     | 6     | 0     | 18   | 1    | 18.000 | 469    | 363    | 1.292  |
| 2   | Estônia    | 10  | 6     | 4     | 2     | 13   | 10   | 1.300  | 514    | 479    | 1.073  |
| 3   | Montenegro | 7   | 6     | 1     | 5     | 8    | 15   | 0.533  | 461    | 521    | 0.885  |
| 4   | Croácia    | 7   | 6     | 1     | 5     | 3    | 16   | 0.188  | 381    | 462    | 0.825  |

Ida -  Bar
| Data   |            | Placar |            | 1º Set | 2º Set | 3º Set | 4º Set | 5º Set | Total  |
| ------ | ---------- | ------ | ---------- | ------ | ------ | ------ | ------ | ------ | ------ |
| 21 mai | Croácia    | 0–3    | Montenegro | 16–25  | 21–25  | 19–25  |        |        | 56–75  |
| 21 mai | Alemanha   | 3–0    | Estônia    | 25–22  | 25–17  | 25–19  |        |        | 75–58  |
| 22 mai | Montenegro | 2–3    | Estônia    | 22–25  | 15–25  | 25–21  | 25–22  | 12–15  | 99–108 |
| 22 mai | Croácia    | 0–3    | Alemanha   | 21–25  | 20–25  | 19–25  |        |        | 60–75  |
| 23 mai | Montenegro | 0–3    | Alemanha   | 11–25  | 18–25  | 17–25  |        |        | 46–75  |
| 23 mai | Estônia    | 3–0    | Croácia    | 25–15  | 25–18  | 25–23  |        |        | 75–56  |

Volta -  Tubinga
| Data   |            | Placar |            | 1º Set | 2º Set | 3º Set | 4º Set | 5º Set | Total   |
| ------ | ---------- | ------ | ---------- | ------ | ------ | ------ | ------ | ------ | ------- |
| 28 mai | Estônia    | 3–2    | Montenegro | 25–15  | 25–20  | 18–25  | 25–27  | 16–14  | 109–101 |
| 28 mai | Croácia    | 0–3    | Alemanha   | 13–25  | 21–25  | 23–25  |        |        | 57–75   |
| 29 mai | Croácia    | 0–3    | Estônia    | 12–25  | 22–25  | 20–25  |        |        | 54–75   |
| 29 mai | Alemanha   | 3–0    | Montenegro | 25–17  | 25–22  | 25–14  |        |        | 75–53   |
| 30 mai | Montenegro | 2–3    | Croácia    | 24–26  | 25–22  | 17–25  | 21–25  |        | 87–98   |
| 30 mai | Alemanha   | 3–1    | Estônia    | 25–20  | 18–25  | 25–20  | 26–24  |        | 94–89   |

#### Grupo E
|     |              |     | Jogos | Jogos | Jogos | Sets | Sets | Sets  | Pontos | Pontos | Pontos |
| Pos | Equipe       | Pts | T     | V     | D     | V    | P    | R     | V      | P      | R      |
| --- | ------------ | --- | ----- | ----- | ----- | ---- | ---- | ----- | ------ | ------ | ------ |
| 1   | Itália       | 11  | 6     | 5     | 1     | 15   | 4    | 3.750 | 457    | 405    | 1.128  |
| 2   | Turquia      | 10  | 6     | 4     | 2     | 14   | 6    | 2.333 | 472    | 428    | 1.103  |
| 3   | Bielorrússia | 9   | 6     | 3     | 3     | 10   | 14   | 0.714 | 535    | 552    | 0.969  |
| 4   | Romênia      | 6   | 6     | 0     | 6     | 3    | 18   | 0.167 | 428    | 507    | 0.844  |

Ida -  Ancara
| Data   |              | Placar |              | 1º Set | 2º Set | 3º Set | 4º Set | 5º Set | Total  |
| ------ | ------------ | ------ | ------------ | ------ | ------ | ------ | ------ | ------ | ------ |
| 21 mai | Turquia      | 3–0    | Romênia      | 25–21  | 28–26  | 25–17  |        |        | 78–64  |
| 21 mai | Itália       | 3–1    | Bielorrússia | 25–22  | 25–19  | 19–25  | 34–32  |        | 103–98 |
| 22 mai | Romênia      | 0–3    | Itália       | 16–25  | 21–25  | 13–25  |        |        | 50–75  |
| 22 mai | Bielorrússia | 0–3    | Turquia      | 27–29  | 19–25  | 25–27  |        |        | 71–81  |
| 23 mai | Turquia      | 3–0    | Itália       | 26–24  | 25–17  | 25–13  |        |        | 76–54  |
| 23 mai | Bielorrússia | 3–1    | Romênia      | 25–20  | 25–19  | 24–26  | 25–23  |        | 99–88  |

Volta -  Gioia del Colle
| Data   |              | Placar |              | 1º Set | 2º Set | 3º Set | 4º Set | 5º Set | Total   |
| ------ | ------------ | ------ | ------------ | ------ | ------ | ------ | ------ | ------ | ------- |
| 28 mai | Turquia      | 3–0    | Romênia      | 25–22  | 25–16  | 25–23  |        |        | 75–61   |
| 28 mai | Bielorrússia | 0–3    | Itália       | 21–25  | 19–25  | 19–25  |        |        | 59–75   |
| 29 mai | Bielorrússia | 3–2    | Turquia      | 19–25  | 25–23  | 19–25  | 25–19  | 15–8   | 103–100 |
| 29 mai | Itália       | 3–0    | Romênia      | 25–23  | 25–20  | 25–17  |        |        | 75–60   |
| 30 mai | Romênia      | 2–3    | Bielorrússia | 25–18  | 25–19  | 16–25  | 24–26  | 15–17  | 105–105 |
| 30 mai | Turquia      | 0–3    | Itália       | 18–25  | 21–25  | 23–25  |        |        | 62–75   |

#### Grupo F
|     |                    |     | Jogos | Jogos | Jogos | Sets | Sets | Sets  | Pontos | Pontos | Pontos |
| Pos | Equipe             | Pts | T     | V     | D     | V    | P    | R     | V      | P      | R      |
| --- | ------------------ | --- | ----- | ----- | ----- | ---- | ---- | ----- | ------ | ------ | ------ |
| 1   | Portugal           | 11  | 6     | 5     | 1     | 15   | 5    | 3.000 | 462    | 396    | 1.167  |
| 2   | Países Baixos      | 10  | 6     | 4     | 2     | 14   | 6    | 2.333 | 472    | 399    | 1.183  |
| 3   | Macedônia do Norte | 9   | 6     | 3     | 3     | 9    | 12   | 0.750 | 457    | 474    | 0.964  |
| 4   | Suécia             | 6   | 6     | 0     | 6     | 3    | 18   | 0.167 | 376    | 498    | 0.755  |

Ida -  Escópia
| Data   |                    | Placar |                    | 1º Set | 2º Set | 3º Set | 4º Set | 5º Set | Total   |
| ------ | ------------------ | ------ | ------------------ | ------ | ------ | ------ | ------ | ------ | ------- |
| 21 mai | Países Baixos      | 0–3    | Portugal           | 20–25  | 22–25  | 18–25  |        |        | 60–75   |
| 21 mai | Suécia             | 1–3    | Macedônia do Norte | 20–25  | 25–20  | 16–25  | 13–25  |        | 74–95   |
| 22 mai | Suécia             | 0–3    | Países Baixos      | 21–25  | 18–25  | 17–25  |        |        | 56–75   |
| 22 mai | Macedônia do Norte | 0–3    | Portugal           | 25–27  | 18–25  | 20–25  |        |        | 63–77   |
| 23 mai | Portugal           | 3–0    | Suécia             | 25–14  | 25–13  | 25–14  |        |        | 75–41   |
| 23 mai | Macedônia do Norte | 3–2    | Países Baixos      | 26–24  | 18–25  | 29–27  | 21–25  | 15–11  | 109–112 |

Volta -  Roterdã
| Data   |                    | Placar |                    | 1º Set | 2º Set | 3º Set | 4º Set | 5º Set | Total  |
| ------ | ------------------ | ------ | ------------------ | ------ | ------ | ------ | ------ | ------ | ------ |
| 28 mai | Países Baixos      | 3–0    | Suécia             | 25–14  | 25–14  | 25–18  |        |        | 75–46  |
| 28 mai | Portugal           | 3–0    | Macedônia do Norte | 25–17  | 25–21  | 25–21  |        |        | 75–59  |
| 29 mai | Macedônia do Norte | 0–3    | Países Baixos      | 20–25  | 16–25  | 20–25  |        |        | 56–75  |
| 29 mai | Suécia             | 2–3    | Portugal           | 25–18  | 25–20  | 18–25  | 21–25  | 9–15   | 98–103 |
| 30 mai | Macedônia do Norte | 3–0    | Suécia             | 25–21  | 25–21  | 25–19  |        |        | 75–61  |
| 30 mai | Países Baixos      | 3–0    | Portugal           | 25–22  | 25–21  | 25–14  |        |        | 75–57  |

#### Equipes classificadas
| Equipes classificadas para o Campeonato Europeu de 2011 | Equipes que disputarão a terceira fase |
| ------------------------------------------------------- | -------------------------------------- |
| Eslovênia                                               | Espanha                                |
| Finlândia                                               | Grécia                                 |
| Eslováquia                                              | Bélgica                                |
| Alemanha                                                | Estônia                                |
| Itália                                                  | Turquia                                |
| Portugal                                                | Países Baixos                          |

### Terceira fase
| Equipe 1 | Série | Equipe 2      | ida | volta |
| -------- | ----- | ------------- | --- | ----- |
| Espanha  | 0–2   | Bélgica       | 1–3 | 2–3   |
| Turquia  | 2–0   | Grécia        | 3–1 | 3–2   |
| Estônia  | 2–0   | Países Baixos | 3–1 | 3–0   |

Ida
| Data  |         | Placar |               | 1º Set | 2º Set | 3º Set | 4º Set | 5º Set | Total |
| ----- | ------- | ------ | ------------- | ------ | ------ | ------ | ------ | ------ | ----- |
| 4 set | Espanha | 1–3    | Bélgica       | 21–25  | 20–25  | 25–19  | 17–25  |        | 83–94 |
| 4 set | Estônia | 3–1    | Países Baixos | 25–19  | 27–25  | 22–25  | 25–20  |        | 99–89 |
| 5 set | Turquia | 3–1    | Grécia        | 25–19  | 25–16  | 23–25  | 25–13  |        | 98–73 |

Volta
| Data   |               | Placar |         | 1º Set | 2º Set | 3º Set | 4º Set | 5º Set | Total   |
| ------ | ------------- | ------ | ------- | ------ | ------ | ------ | ------ | ------ | ------- |
| 11 set | Bélgica       | 3–2    | Espanha | 25–18  | 28–26  | 19–25  | 23–25  | 15–6   | 110–100 |
| 12 set | Grécia        | 2–3    | Turquia | 15–25  | 21–25  | 25–20  | 25–18  | 11–15  | 97–103  |
| 12 set | Países Baixos | 0–3    | Estônia | 21–25  | 16–25  | 23–25  |        |        | 60–75   |

- Equipes classificadas para o Campeonato Europeu de Voleibol Masculino de 2011:   Bélgica,   Turquia e   Estônia.

## Equipes classificadas para oCampeonato Europeu de Voleibol Masculino de 2011
| Equipe     | Qualificação                 | Última participação             |
| ---------- | ---------------------------- | ------------------------------- |
| Áustria    | País-sede                    | Áustria 1999                    |
| Chéquia    | País-sede                    | Turquia 2009                    |
| Polônia    | 1º lugar Turquia 2009        | Turquia 2009                    |
| França     | 2º lugar Turquia 2009        | Turquia 2009                    |
| Bulgária   | 3º lugar Turquia 2009        | Turquia 2009                    |
| Rússia     | 4º lugar Turquia 2009        | Turquia 2009                    |
| Sérvia     | 5º lugar Turquia 2009        | Turquia 2009                    |
| Eslovênia  | 1º do grupo A - segunda fase | Turquia 2009                    |
| Finlândia  | 1º do grupo B - segunda fase | Turquia 2009                    |
| Eslováquia | 1º do grupo C - segunda fase | Turquia 2009                    |
| Alemanha   | 1º do grupo D - segunda fase | Turquia 2009                    |
| Itália     | 1º do grupo E - segunda fase | Turquia 2009                    |
| Portugal   | 1º do grupo F - segunda fase | Itália-Sérvia e Montenegro 2005 |
| Bélgica    | Terceira fase                | Rússia 2007                     |
| Turquia    | Terceira fase                | Turquia 2009                    |
| Estônia    | Terceira fase                | Turquia 2009                    |